# Ороско, Эсекиэль
Эсекиэль Франсиско Ороско Падилья (исп. Ezequiel Francisco Orozco Padilla; 23 ноября 1988, Лос-Мочис, Синалоа — 16 марта 2018, там же) — мексиканский футболист, нападающий.

## Биография
Воспитанник клуба «Некакса». Дебютный матч в чемпионате Мексики за свою команду сыграл 23 февраля 2009 года против клуба «Крус Асуль», заменив на 75-й минуте Марвина де ла Круса. Впервые отличился 25 апреля 2009 года в игре против клуба «Сан Луис», а всего в своём первом сезоне вышел на поле пять раз и забил один гол.
В сезоне 2009/10 был отдан в аренду в другой клуб высшего дивизиона — «Чьяпас», сыграл 25 матчей и забил 5 голов. Вернувшись в «Некаксу», стал основным игроком, однако по итогам сезона 2010/11 команда вылетела во второй дивизион, где футболист со своим клубом провёл несколько сезонов. В июле 2013 года ненадолго был отдан в аренду в «Атланте» из высшего дивизиона, но в команде не закрепился, сыграв только два матча, и вернулся в «Некаксу», где тоже потерял место в основе. В 2015 году играл на правах аренды за «Альтамиру», а в 2016 году — за «Мурсьелагос».
В ноябре 2016 года у футболиста был обнаружен рак лёгких, после чего он завершил спортивную карьеру.
Скончался 16 марта 2018 года в возрасте 29 лет.